# Rex Hartwig

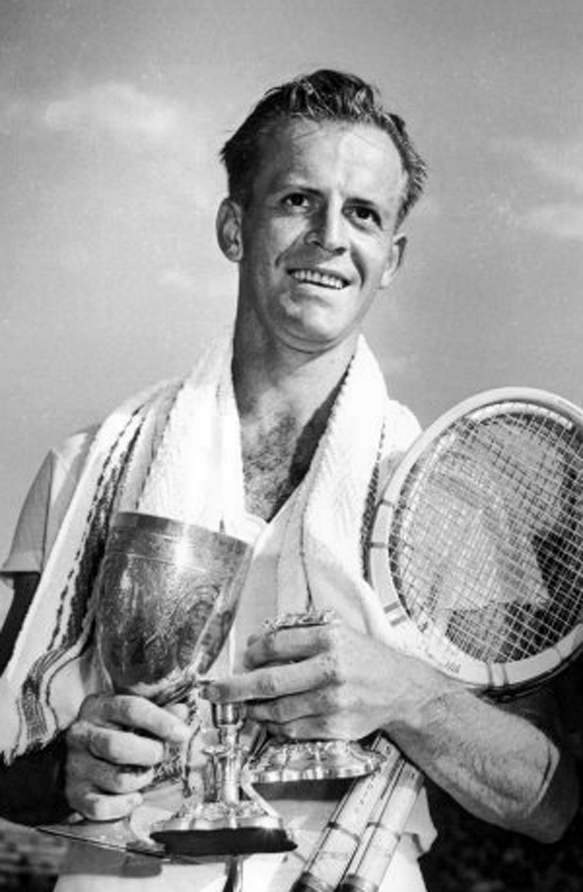
Rex Hartwig

Rex Noel Hartwig (n. 2 de septiembre de 1929 en Culcairn, Australia) es un jugador retirado de tenis australiano. Es recordado por ganar 4 torneos del Grand Slam en dobles (todos con su compatriota Mervyn Rose) y alcanzar la final en dos de estos torneos en individuales en 1954.

## Torneos del Grand Slam

### Finalista Individuales (2)
| Año  | Torneo                            | Oponente en la final | Resultado       |
| 1954 | Campeonato Australiano            | Mervyn Rose          | 2-6 6-0 4-6 2-6 |
| 1954 | US National Singles Championships | Vic Seixas           | 3-6 6-2 6-4 6-4 |

### Campeón Dobles (4)
| Año  | Torneo                            | Pareja      | Oponentes en la final         | Resultado       |
| 1953 | US National Doubles Championships | Mervyn Rose | Gardnar Mulloy Bill Talbert   | 6-4 4-6 6-2 6-4 |
| 1954 | Campeonato Australiano            | Mervyn Rose | Neale Fraser Clive Wilderspin | 6-3 6-4 6-2     |
| 1954 | Wimbledon                         | Mervyn Rose | Vic Seixas Tony Trabert       | 6-4 6-4 3-6 6-4 |
| 1955 | Wimbledon                         | Mervyn Rose | Neale Fraser Ken Rosewall     | 7-5 6-4 6-3     |

### Finalista Dobles (1)
| Año  | Torneo    | Pareja      | Oponentes en la final | Resultado       |
| 1953 | Wimbledon | Mervyn Rose | Lew Hoad Ken Rosewall | 4-6 5-7 6-4 5-7 |